# Eatyourkimchi
Az eatyourkimchi egy angol nyelvű blog, melyet Simon és Martina Stawski indított el 2008-ban, amikor Dél-Koreába költöztek. A videóblog 2011-ben a 18. legnépszerűbb volt Dél-Koreában. Videóikban a koreai mindennapi élet mellett népszerű K-pop-videóklipeket elemeznek a K-pop Music Monday rovatukban, de interjúkat is készítettek már, olyan nevezetes előadókkal, mint a 2PM vagy az MBLAQ. A blog a népszerű koreai ételről, a kimcshiről kapta a nevét. 2015 decemberében bejelentették, hogy Japánba költöznek, a blog neve Simon and Martina lett. 2021 februárjában hivatalosan is bejelentették, hogy útjaik különváltak.

## A blog
A videóblog a Koreában élő külföldiek szemszögből mutatja be az országot, a kultúrát, a szokásokat, olyan módon, ahogyan azt a hagyományos útikönyvek nem tudják. A videók humoros oldalról közelítik meg a témákat és azoknak készülnek, akik jobban szeretnek videókat nézni, mint blogbejegyzéseket olvasni.
A videók számos témakört lefednek, a hétköznapi élettől a gasztronómián át a zenéig, készült videó például arról, hogyan működnek a koreai mosógépek, az asztali csengő az éttermekben és hogyan kell befizetni a számlákat. A videóblognak állandó rovatai is vannak, mint a K-pop Music Mondays, vagy a WANK (Wonderful Adventure Now Korea).

## Háttér

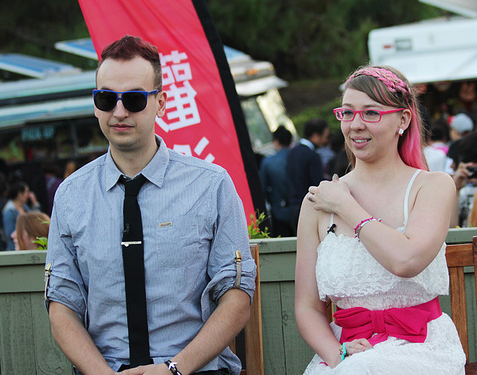
Simon és Martina Stawski a 2012-es KCON fesztiválon

Simon és Martina Stawski egy kanadai házaspár, akik 2008-ban költöztek Dél-Koreába angolt tanítani. Megérkezésük idején Észak- és Dél-Korea között feszült volt a helyzet, ezért a pár a reptéren videót készített az aggódó szülőknek, hogy tudassák, jól vannak. A videóban a házaspár egy szundubu ccsige nevű, tofuból készült ételt fogyaszt. Később azonban a blog kinőtte magát és általánosságban Koreáról kezdtek el blogolni.
Stawskiék története beleillik a Koreában zajló és az internetnek köszönhető társadalmi változások folyamatába. 2002 előtt Koreában nem volt elérhető saját blogszolgáltatás, azóta azonban egyre nő a bloggerek száma és köztük a Koreában élő külföldieké is. 2008-ban a YouTube is megjelent a koreai piacon, ami a The Korea Times szerint sokak életét megváltoztatta, így a Stawski családét is. A videóblogolás azonban még 2011-ben sem volt nagyon megszokott Koreában, Martina Stawski szerint azért, mert kevesen veszik a fáradságot, hogy videókon keresztül mutassák be az országot.

## Közönség és fogadtatás
A The Korea Herald az „ország 21 leghasznosabb weboldala” közé sorolta a blogot, a Hiexpat.com-on pedig a legjobb koreai expat blognak szavazták meg.
A blog készítőit meghívták televíziós műsorokba is, mint például a Heart to Heart, a Quilt Your Korean Map, az SBS csatorna Star King című műsora és az igen népszerű Running Man.
A blog olyan népszerű lett, hogy a párt rendszeresen megállítják az utcán Koreában és fényképet kérnek tőlük, az egyik koncerten pedig, amire elmentek, a rajongóik nem csak a fellépő együtteseknek, de nekik is készítettek plakátot. A pozitív fogadtatás mellett negatív élményekben is volt részük, vannak, akik nem nézik jó szemmel a kritikai megjegyzéseiket, Simonnal pedig olyan szerződést akart aláíratni az iskola, ahol dolgozott, ami megtiltotta volna a videók készítését. 2012-ben döntöttek úgy, hogy teljes idejüket a blognak szentelik és  feladják a tanári állásukat.
A blognak nemzetközi a közönsége, 187 országból látogatják, 45%-uk amerikai, de jelentős látogatószám érkezik például Szingapúrból is. 2012 szeptemberében a YouTube-csatornájuknak több mint 220 000 feliratkozója volt, mintegy 62 millió videomegtekintéssel. A blog weboldalát havonta 750 000-szer töltik le. A blog rajongóinak – akárcsak a K-pop-sztárok rajongói klubjainak – nevük is van, nasties.